# Axino
L'axino est une particule élémentaire hypothétique prédite par certaines théories de la physique des particules. La solution de Peccei-Quinn (en) (1977) tente d'expliquer le phénomène observé connu sous le nom de « problème CP fort (en) » en introduisant une particule scalaire hypothétique appelée l'axion. L'ajout de supersymétrie au modèle prédit l'existence d'un superpartenaire fermionique pour l'axion, l'axino, et un superpartenaire bosonique, le saxion. Ils sont tous regroupés en un superchamp chiral (en).
L'axino a été prédit pour être la particule supersymétrique la plus légère dans un tel modèle. En partie en raison de cette propriété, il est un candidat à la composition de la matière noire.